# رويال كوباياشي
رويال كوباياشي (باليابانية: ロイヤル小林) مواليد 10 أكتوبر 1949 في كوماموتو، اليابان، هو ملاكم محترف ياباني سابق. حقق بطولة المجلس العالمي للملاكمة. سبق أن شارك في دورة الألعاب الأولمبية الصيفية سنة 1972.

## إحصائيات
خاض خلال مسيرته 43 نزالا، فاز في 35 وخسر في 8. فاز بالضربة القاضية في 27 نزالا.

## روابط خارجية
- رويال كوباياشي على موقع بوكس ريك (الإنجليزية) (registration required)
- رويال كوباياشي على موقع أوليمبيديا (الإنجليزية)